# Arrhopalites dubius
Arrhopalites dubius är en urinsektsart som beskrevs av Christiansen 1966. Arrhopalites dubius ingår i släktet Arrhopalites och familjen Arrhopalitidae. Inga underarter finns listade i Catalogue of Life.